# Blackall
Blackall is een plaats in de Australische deelstaat Queensland en telt 1160 inwoners (2006).